# Stalagtia hercegovinensis
Stalagtia hercegovinensis là một loài nhện trong họ Dysderidae.
Loài này thuộc chi Stalagtia. Stalagtia hercegovinensis được miêu tả năm 1905 bởi Nosek.